# Pinillos (Bolívar)
Pour les articles homonymes, voir Pinillos (homonymie).
Pinillos est une municipalité située dans le département de Bolívar, en Colombie.